# 로버트 롤록

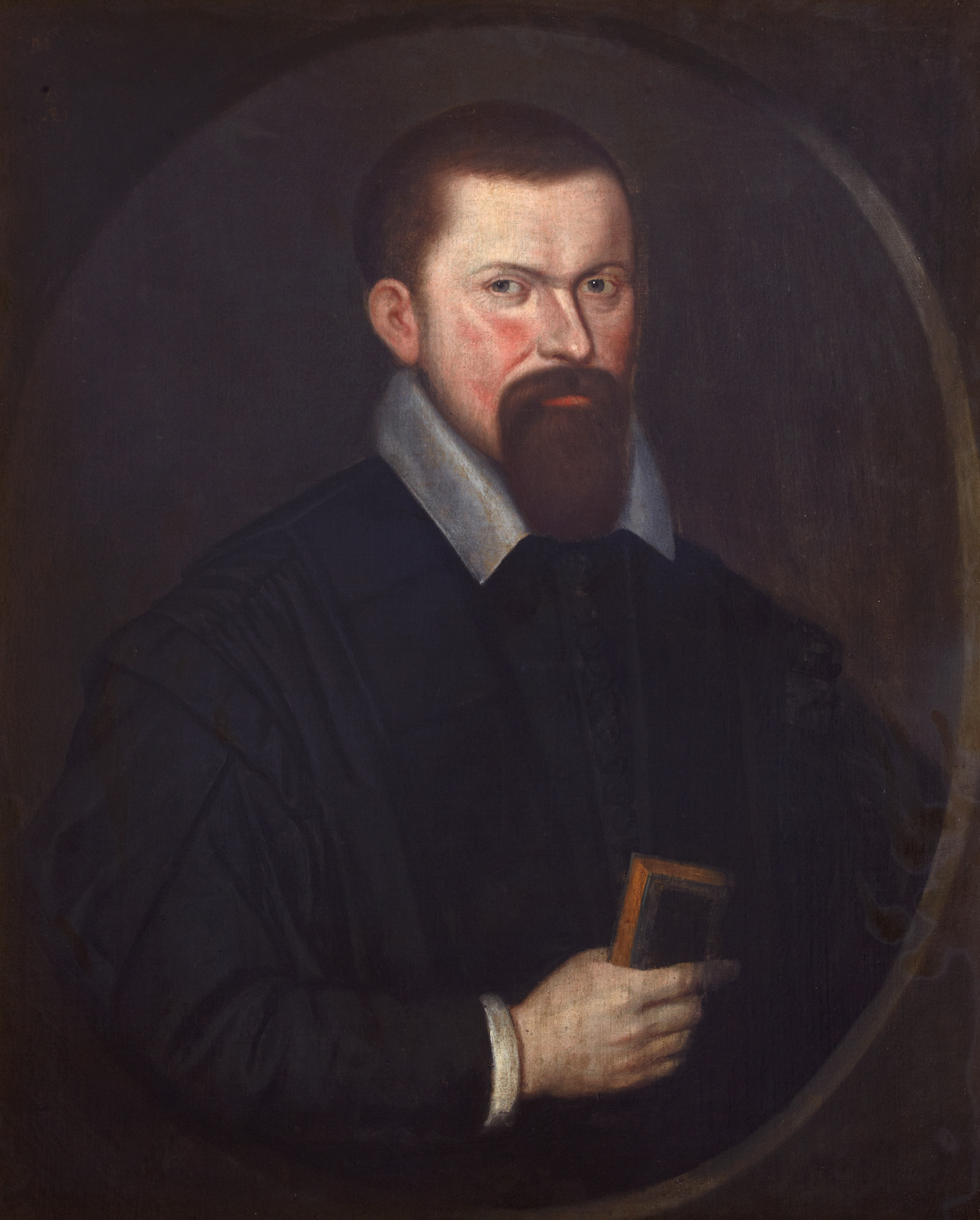
로버트 롤록의 초상화

로버트 롤록 ( Robert Rollock ; 1555년 - 1599년 ) 에든버러 대학교의 초대 학장을 지냈다. 스코틀랜드 최초의 언약 신학자이다.
그는 피에르 드 라뮈의 변증론을 매우 중요하게 여겼다. 그는 이 방법론을 에든버러 대학에 도입하였다.

## 생애
1555년 스털링 근교에서 태어나 세인트앤드루스 대학교에서 앤드류 멜빌에게서 교육을 받았다.
그는 에든버러 대학교에 아리스토텔레스주의와 라뮈즘을 결합한 커리큘럼을 도입하였다.
1580년 멜빌이 세인트앤드루스 대학교로 옮겼을 때, 롤록은 메리칼리지에서 신학과 성경을 가르쳤다.
1597년 장로교 총회의 의장이었지만, 제임스 6세의 감독교회정치를 받아들여 장로교회로부터 멀어지게 된다.

## 저서
- A Treatise of Effectual Calling
- 하나님의 언약